# NHL 18
NHL 18 est un jeu vidéo de hockey sur glace développé par EA Canada et édité par EA Sports. NHL 18 est le 28e opus de la série NHL. C'est aussi la suite du jeu NHL 17. Connor McDavid des Oilers d'Edmonton qui figure sur la couverture du jeu.

## Accueil
- Jeuxvideo.com : 14/20[1]
- IGN : 7,4/10[2]